# 大網白里市立瑞穂小学校
千葉県にある、大網白里市立瑞穂小学校（おおあみしらさとしりつみずほしょうがっこう）は、千葉県大網白里市永田にある公立小学校。

## 所在地
- 千葉県大網白里市永田1055番地

## 周辺
- 瑞穂幼稚園
- みずほ台センター公園
- さくら通り
- せせらぎ公園
- 主婦の店
- セイムス
- 最寄り駅　永田駅